# Gare de Tóvároskert
La gare de Tóvároskert (en hongrois : Tóvároskert megállóhely) est une halte ferroviaire hongroise, située à Tata.